# Бугаев, Михаил Николаевич
Михаи́л Никола́евич Буга́ев (2 сентября 1982 года, Бронницы) — российский рок-музыкант, гитарист, автор песен. Основатель группы «Гран-КуражЪ».

## Биография
Родился 2 сентября 1982 года в городе Бронницы Московской области. Окончил музыкальную школу по классу гитары в Бронницах. Является левшой, а потому играет на левосторонних гитарах.
В 1999 году основал группу «КуражЪ», которая в 2007 году была переименована в «Гран-КуражЪ».
В 2003 году окончил юридический институт. Защитил дипломную работу на тему «Авторское право».
В 2006 году на лейбле Sound Age вышел первый альбом группы «КуражЪ» «Вечная игра».
15 мая 2008 года на лейбле CD-Maximum вышел второй полноформатный альбом «Новой надежды свет».
9 мая 2010 года вышел первый сингл группы «Гран-КуражЪ» — «На войне».
В 2010 году Бугаев с группой «Гран-КуражЪ» записали кавер-версию на неизданную композицию «Вулкан» группы «Ария», для трибьют-альбома «A Tribute to Ария. XXV».
В 2012 году принял участие в проекте Маргариты Пушкиной «Династия Посвящённых 3».
28 мая 2012 года на лейбле Metalism Records вышел третий альбом группы «Гран-КуражЪ» под названием «Сердца в Атлантиде».
С 5 ноября по 13 декабря 2014 года временно заменял в группе «Ария» гитариста Владимира Холстинина.
В 2018 году написал инструментальную композицию Salto Vitale для одноимённого трибьют-альбома из песен «Арии».
В 2022 году принял участие в создании первого сольного альбома Виталия Дубинина «Бал-Маскарад».

## Дискография

### Альбомы, синглы,DVD
| №   | Год  | Группа          | Название релиза           | Тип релиза / Комментарий |
| --- | ---- | --------------- | ------------------------- | ------------------------ |
| 1.  | 2006 | Гран-КуражЪ     | Вечная игра               | альбом                   |
| 2.  | 2008 | Гран-КуражЪ     | Новой надежды свет        | альбом                   |
| 3.  | 2010 | Гран-КуражЪ     | На войне                  | сингл                    |
| 4.  | 2012 | Гран-КуражЪ     | Сердца в Атлантиде        | альбом                   |
| 5.  | 2013 | Гран-КуражЪ     | Лёд и пламя               | сингл                    |
| 6.  | 2013 | Гран-КуражЪ     | Live/Best                 | концертный альбом, DVD   |
| 7.  | 2014 | Гран-КуражЪ     | Это не игра               | сингл                    |
| 8.  | 2016 | Гран-КуражЪ     | Жить как никто другой     | альбом                   |
| 9.  | 2017 | Гран-КуражЪ     | Достучаться до небес      | сингл                    |
| 10. | 2017 | Гран-КуражЪ     | Demos & Rares (2004‒2010) | сборник                  |
| 11. | 2021 | Гран-КуражЪ     | Эпохи, герои и судьбы     | альбом                   |
| 12. | 2024 | Гран-КуражЪ     | Легенды мира из огня      | альбом                   |
| 13. | 2022 | Виталий Дубинин | Бал-Маскарад              | альбом                   |

### Песни,каверы
| Год  | Группа      | Название песни      | Тип релиза / Комментарий                                         |
| ---- | ----------- | ------------------- | ---------------------------------------------------------------- |
| 2005 | Гран-КуражЪ | Дай руку мне!       | песня (интернет-релиз)                                           |
| 2005 | Гран-КуражЪ | Странник            | песня (интернет-релиз)                                           |
| 2005 | Гран-КуражЪ | Рок мой!            | песня (интернет-релиз)                                           |
| 2006 | Гран-КуражЪ | Я не верю           | песня (интернет-релиз)                                           |
| 2006 | Гран-КуражЪ | Что такое любовь?   | песня (интернет-релиз)                                           |
| 2008 | Гран-КуражЪ | Мир для нас с тобою | песня (интернет-релиз) не вошедшая в альбом «Новой надежды свет» |
| 2008 | Гран-КуражЪ | Князь тишины        | кавер на Nautilus Pompilius (интернет-релиз)                     |
| 2008 | Margenta    | Salto Vitale        | трибьют Salto Vitale из песен «Арии»                             |
| 2009 | Гран-КуражЪ | Искатели мира       | песня вышла на сборнике «Украдено из студии»                     |
| 2010 | Гран-КуражЪ | Вулкан              | песня вышла на трибьют-альбоме «A Tribute to Ария. XXV»          |
| 2012 | Гран-КуражЪ | Первый день осени   | песня вышла на сборнике «Mastersland.com — 10 лет в сети»        |

## Внемузыкальная деятельность
Работает ведущим новостей и телекорреспондентом на телеканале «Бронницкие новости».